# Иган, Эдуард Майкл
Эдуард Майкл Иган (англ. Edward Michael Egan; 2 апреля 1932, Ок-Парк, Иллинойс — 5 марта 2015, Нью-Йорк) — американский кардинал. Титулярный епископ Аллегени и вспомогательный епископ Нью-Йорка с 1 апреля 1985 по 5 ноября 1988. Епископ Бриджпорта с 5 ноября 1988 по 11 мая 2000. Архиепископ Нью-Йорка с 11 мая 2000 по 23 февраля 2009. Кардинал-священник с титулом церкви Санти-Джованни-э-Паоло с 21 февраля 2001.

## Ранняя жизнь и образование
Третий из четырёх детей, Эдуард Иган родился в Ок-Парке, штате Иллинойс, и был сыном Томаса и Женевьевы (в девичестве Костелло) Иган. Его отец был менеджером по продажам, а его мать была домохозяйкой и бывшей учительницей; семьи его родителей были из графства Мейо и графство Клэр, в Ирландии. В 1943 году, Иган и его старший брат заразились полиомиелитом, что стало причиной их двухгодичного пропуска школы в то время как они выздоравливали дома.
Он закончил предварительную семинарию архиепископа Квигли, где он был президентом студенческого органа и редактором студенческой газеты и ежегодника, в 1951 году. Иган тогда поступил в семинарию Святой Марии Озёрной, где он получил степень бакалавра в философии. Он был послан продолжить своё обучение в Папском Григорианском Университете в Риме.

## Священство
Иган был рукоположён в священники архиепископом Мартином Джоном О’Коннором 15 декабря 1957 году, и получил лиценциат священного богословия от Папского Григорианского Университета в 1958 году. По своём возвращении в Соединенные Штаты, он служил викарием собора Святого Имени, в Чикаго, помощником канцлера митрополии, и секретарём кардинала Альберта Григория Мейера до 1960 года. В это время, он также преподавал на вечерних занятиях для потенциальных обратившихся католиков и служил священником в мемориальной больнице Уэсли.
В 1960 году, Иган возвратился в Папский Григорианский Университет в Риме, чтобы продолжить свои докторские занятия. В период своих занятий, он стал помощником вице-ректора и репетитором нравственного богословия и канонического права в Папском Североамериканском Колледже. Он получил свою докторантуру в каноническом праве summa cum laude в 1964 году. Иган, возвратился в митрополию Чикаго, стал секретарем кардинала Джона Коди. Как его секретарь, он «видел, что кардинал Коди был критикуем по хорошим причинам» типа гражданских прав и десегрегации.
Позднее Иган был назначенный секретарём архиепархиальной Комиссий по экуменизму и отношениям между людьми, заседающим на нескольких межрелигиозных организациях и налаживая подобный диалог с евреями и протестантами. С 1969 по 1971 годы, он служил соканцлером митрополии. Иган еще раз возвратился в Рим в 1971 году, когда папа римский Павел VI назвал его аудитором Трибунала Священной Римской Роты. При служении в Римской Роты, он был также профессором канонического права в Папском Григорианском Университете и гражданского и уголовного судопроизводства в студии Роты. Иган служил специальным уполномоченным Конгрегации Таинств и Богослужения, а также советником Конгрегации по делам Духовенства. В 1982 году, он был выбран, чтобы быть одним из шесть канонистов, которые рассмотрели новый Кодекс Канонического Права с папой римским Иоанном Павлом II перед его обнародованием в 1983 году.

## Епископская карьера
1 апреля 1985 года Иган был назначен Иоанном Павлом II вспомогательным епископом Нью-Йорка и титулярным епископом Аллегени. Он получил свою епископскую ординацию 22 мая того же года, в базилики Святых Иоанна и Павла, в Риме, от кардинала Бернардена Гантена — префекта Конгрегации по делам Епископов, которому помогали и сослужили архиепископ Нью-Йорка Джон Джозеф О’Коннор и епископ епархии Арлингтона Джон Ричард Китинг. Он избрал своим епископским девизом: «В Святости Истины» (Послание к Ефесянам 4:24). Как вспомогательный епископ, он служил викарием по образования в митрополии с 1985 по 1988 годы.

### Епископ Бриджпорта
Позднее Иган был назван третьим епископом Бриджпорта, штат Коннектикут, 5 ноября 1988 года. Он был формально официально введён в должность 14 декабря того года.
В период срока своего пребывания, он наблюдал за реорганизацией католических школ. Он также собрал 45 миллионов долларов для епархиальных школ через кампанию фандрайзинг, «Вера в Будущее». Епархиальная католическая благотворительная деятельность в период его срока пребывания стала самым большим частным социальным агентством обслуживания в Фэрфилдском графстве. В отношении двенадцати испаноязычных приходов в диоцезе, он привлёк испанскх священников в Бриджпорт из Колумбии. Он также установил дом для отставных священников и школы для детей со специальными потребностями.
В рамках конференции католических епископов США, он служил председателем Совета управляющих Папского Североамериканского Колледжа и Комитета по науке и человеческим ценностям. Он был также член Комитета по каноническим делам, Комитета по образованию, Комитета по национальным пожертвованиям и Комитета по назначениям, и служил два срока в административном правлении Конференции.

### Архиепископ Нью-Йорка
11 мая 2000 года Иган был назначен архиепископом Нью-Йорка и введён в должность на этом посту 19 июня 2000 года. На церемонии пела сопрано Рене Флеминг.
При становлении архиепископом Нью-Йорка Иган сделал приоритетом поощрять призвание к священству. Помимо частных инициатив, каждый год на празднике Святого Иосифа (19 марта) он предложил служить Мессу, на которую были приглашены мужчины средней школы и колледжа, привлеченные к священническому призванию. Он назначил двух священников директорами призвания, чтобы помогать ему в продвижении призвания к священству.
Он был возведён в кардинальское достоинство папой римским Иоанном Павлом II на консистории от 21 февраля 2001 года, становясь кардиналом-священником с титулярной церковью Санти-Джованни-э-Паоло (Святых Иоанна и Павла). Это была та же самая титулярная церковь, которую занимали все архиепископы Нью-Йорка, так как в 1946 году кардиналу Фрэнсису Спеллману была дана эта титулярная церковь папой римским Пием XII, которую ранее занимал сам папа римский (тогда кардинал Пачелли).
Главной заботой кардинала была архиепархиальная семинария в Йонкерсе, штат Нью-Йорк. В марте 2001 года он объявил своё решение реорганизовать профессорско-преподавательский состав семинарии. Пастер Статен-Айленда, монсеньор Питер Финн был выбран ректором семинарии. Среди других кардинал включил Эвери Даллеса, иезуита, сестру Сару Батлер, М. С. Б. Т., и отца Джозефа Августина Ди Нойю, доминиканца, (прежде, чем он был вызван в Рим, чтобы стать заместителем Секретаря Конгрегации Доктрины Веры в 2002 году) к профессорско-преподавательскому составу. Младшая семинария, что в Ривердейл, штат Нью-Йорк, была переведена в университетский городок главной семинарии. Чтобы поддерживать регулярные контакты с семинаристами, Иган пригласил семинаристов служивать его мессу 10:15, в соборе Святого Патрика в одно воскресенье каждого месяца, а позднее встретился с ними в своей резиденции. Кроме того, каждый год он сам проводит день молитв и размышлений для студентов семинарии и профессорско-преподавательского состава.
Для отставных священников митрополии Иган установил резиденцию имени кардинала Джона О’Коннора в секции Ривердейл Бронкса. В 2002 году «Institución del Mérito Humanitario» с его местом в Барселоне (Испания) предоставлено ему с «Gran Cruz al Mérito Humanitario». В 2002 году папа римский Иоанн Павел II назвал кардинала Игана, наряду с пятью другими кардиналами, членами Верховного Трибунала Апостольской Сигнатуры — верховного суда Церкви в вопросах канонического права.
В июне 2003 года Иган был обвинён в сокрытии имён священников, которые были обвинены в попытках растления малолетних и найдены невиновными Церковью. Его представитель спорил, что невинный должен быть защищён, в то время как группы типа «Голос верных» критиковали процессом как находящийся вне общественного мнения.
Иган был одним из кардиналов-выборщиков, которые участвовали в Папском Конклаве 2005 года, который избрал папу римского Бенедикта XVI.
В декабре 2006 года, кардинал Иган начал выступать в роли ведущего еженедельной программы на католическом канале спутникового радио Sirius, в которой он обсуждал разнообразные темы, включая события в митрополии и о проблемах в Церкви. Станция, запущенная по инициативе кардинала также передает его воскресеные мессы из кафедрального собора. В другое время намеченные программы, включают новости, истории интересующие широкую аудиторию и духовно развивающие темы, размышляющие о Священном Писании, католическом образовании, социальном служении, священной музыке, интервью, «звоните — отвечаем» и о духовном руководстве.
Кардинал Иган, после более чем годового осторожного изучения и консультации, объявил 19 января 2007 года, что десять приходов митрополии были бы канонически закрыты, а одиннадцать, будут слиты с другими приходами. В то же самое время он сделал известным, что он решил не закрывать или сливать девять приходов и шесть миссий, первоначально рекомендуемых или для закрытия или слияния. Кроме того, пять новых приходов были бы учреждены, три в графстве Оранж, и один каждый в Статен-Айленде и графстве Датчесс из-за увеличений населения. Строительные проекты были также одобрены для девяти приходов. Закрытия вызывало некоторое недовольство.

## Более поздние годы
Кардинал Иган, в соответствии с Кодексом Канонического Права, подал свою отставку с поста архиепископа Нью-Йорка папе римскому Бенедикту XVI 2 апреля 2007 года, когда он достиг семидесятипятилетнего возраста. Его отставка стала официальной 23 февраля 2009 года, когда папа римский Бенедикт XVI назначил архиепископа Тимоти Долана его преемником, который вступил во владение митрополией 15 апреля 2009 года. Кардинал Иган — первый архиепископ Нью-Йорка, который удалился на покой; все предыдущие архиепископы Нью-Йорка умерли при исполнении служебных обязанностей, даже после представления требования для епископов, предлагающим им отставку с их постов пасторской заботой после достижения семидесятипятилетнего возраста.
15 декабря 2007 года, Иган отпраздновал свою 50-ю годовщину в сане священника. Он был назначен папой римским в Конгрегацию по делам Восточных Церквей 26 января 2008 года. В январе 2009 года, он публично осудил спорные высказывания, сделанные епископом Братства Святого Пия X, Ричардом Уильямсоном.
Кардинал Иган член попечительского Совета Католического Университета Америки и член Совета управляющих в Школе Права Ave Maria. Кардинал Иган может участвовать в любых будущих Конклавах, которые могут начаться до его восьмидесятилетия (2 апреля 2012 год). После этой даты, он будет способен участвовать в обсуждениях до голосования, но не сможет войти на Конклав.
Иган был госпитализирован в больницу Святого Винсента 4 апреля 2009 года, после испытывания болей в животе. После прохождения различных испытаний, он был выпущен из больницы 7 апреля, а позже был дан электрокардиостимулятор в операции с малым риском. Он был в достаточной форме, чтобы осуществлять контроль над следующими литургическими службами в период Страстной недели.
В дополнение к своему родному английскому языку, он говорит по-французски, по-итальянски, по-латыни, и по-испански.
2 апреля 2012 года кардиналу Игану исполнилось восемьдесят лет и он потерял право на участие в Конклаве.
5 марта 2015 года кардинал Иган скончался в Нью-Йорке.

## Взгляды

### На аборт
В резко изложенной статье, изданной рядом с помещенной фотографией будущего ребенка в матке, кардинал Эдуард Иган — архиепископ Нью-Йорка, сравнил толерантное отношение к абортам к рассуждению, используемому Адольфом Гитлером и Иосифом Сталином, чтобы совершить массовые убийства.

### На однополые браки
Кардинал Эдуард Иган резко критиковал понятие однополого брака и критиковал Голливуд за «осквернение» брака и разрушение «чего-то священного и святого». Кардинал Иган сказал, что угроза законного гомосексуального брака будет иметь разрушительный эффект на традиционные ценности, уже разрушенные грубой поп-культурой, сообщает газета «Дэйли Ньюс».

### На сексуальные растления в Бриджпорте
Верховный Суд штата Коннектикут в мае 2009 года вынес определение, что делает факты с подробным изложением о сексуальном насилии священниками в епархии Бриджпорта, должен быть опубликованы, судебный прецедент, который может предоставить смущающие новые сведения о карьере недавно подавшего в отставку нью-йоркского кардинала Эдварда Игана. Постановление суда 4-1 охватывает более чем 12,600 страниц документов из 23 судебных процессов против шести священников, которые были в секрете начиная ещё до улаживания дела в 2001 году римско-католической епархией Бриджпорта.

### На церковный целибат
В интервью радио, данном 10 марта 2009 года, Иган заявил, что церковный целибат в латинском обряде могло быть открыт для обсуждения. Кардинал добавил, «я думаю, это нужно рассмотреть, и я не настолько уверен, что это не было бы хорошей идеей разрешить на основе географии и культуры — не делая всестороннего определения». Далее он отметил, что священникам восточного обряда позволяют жениться, «нет никакой проблемы вообще». Иган позднее умерил своё заявление, говоря: «Целибат — одно из величайших благословений Церкви. Я должен буду быть более осторожен в попытке объяснить несколько сложный вопрос в 90 секундах».